# Apatophysis margiana
Apatophysis margiana là một loài bọ cánh cứng trong họ Cerambycidae.